# Zimmerbach (Starzel)
Der Zimmerbach ist ein mit dem längsten Oberlauf fast 12 km langer Bach am mittleren Albtrauf bei Bisingen im Zollernalbkreis in Baden-Württemberg, der unterhalb von Hechingen-Stein von links und Süden in den Neckar-Zufluss Starzel mündet. Er entsteht durch den Zusammenfluss seiner zwei Oberläufe Weidenbach und Sulzbach in Bisingen-Zimmern.

## Geographie

### Verlauf

#### Oberläufe

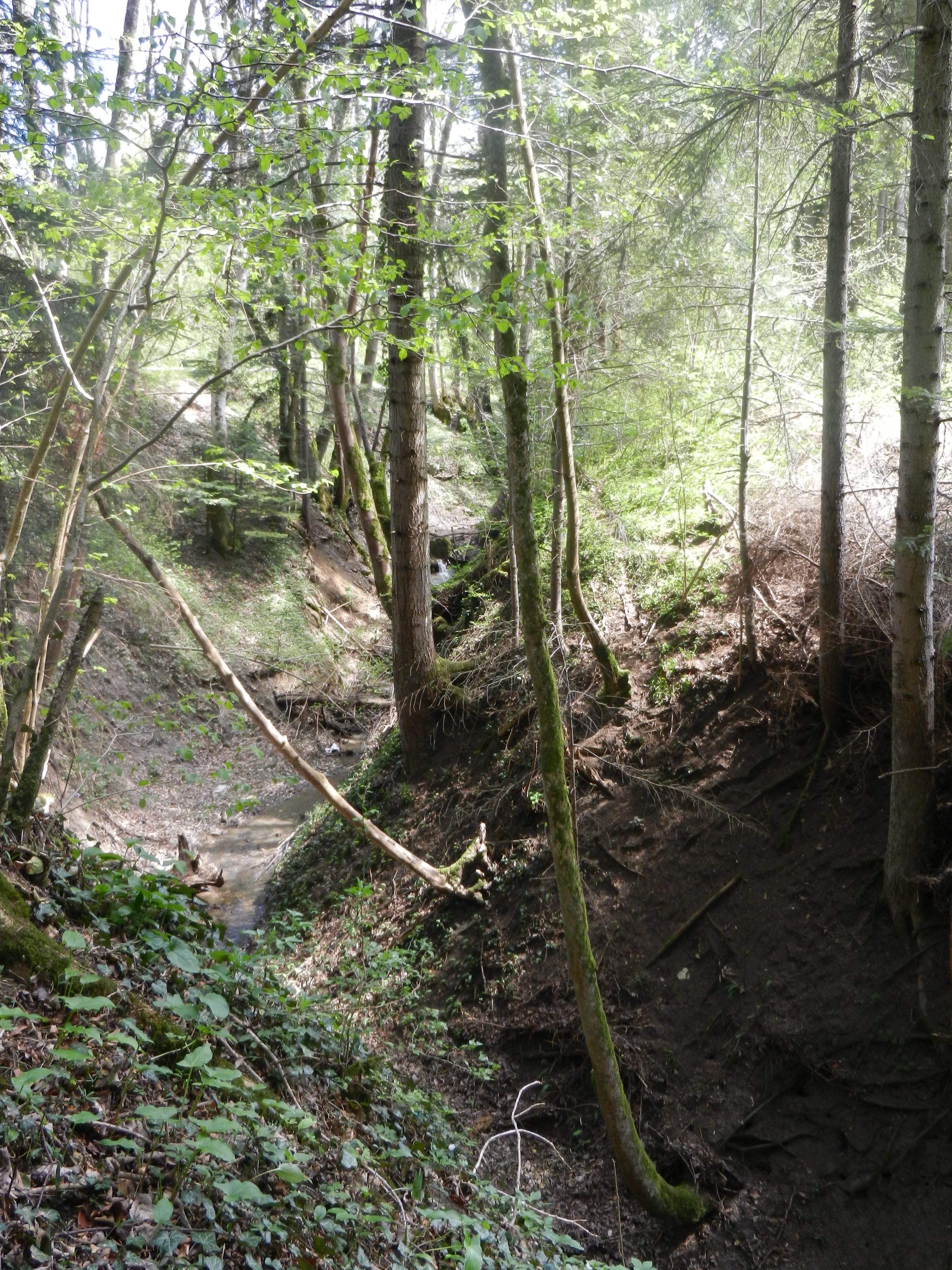
Der Weidenbach, längster Quellbach des Zimmerbachs

Der Bach entsteht in Zimmern auf etwa 545 m ü. NN aus dem Zusammenfluss seines rechten und längeren Quellbachs Weidenbach mit dem linken und etwas kürzeren Sulzbach. 
Beide entspringen ziemlich weit oben am Albtrauf auf einer Höhe von etwa 785 m ü. NN an den Hängen von Zeller Horn und Blasenberg. Auf ihrem Lauf von 3,4 km (Weidenbach) bzw. 3,2 km (Sulzbach) bis zum Zusammenfluss verlieren sie also etwa 240 m an Höhe, was die große Erosionskraft der zwei und ihrer Nebenbäche anzeigt. 
Zahlreiche von rechts kommende kleine Zuflüsse entspringen am rechten Bergausläufer der Alb aus Zeller Horn und dem vorgelagerten Hohenzollern, den die Burg Hohenzollern krönt, darunter der Weilerwiesbach und der Finkenbach, die den rechten Oberlauf Weidenbach zuflussreicher machen.

#### Weiterer Verlauf
Der in Zimmern entstandene Zimmerbach unterquert nach dem Dorf den Bahndamm der Zollernalbbahn und erreicht kurz darauf nach rund einem Kilometer Wessingen. 600 Meter westnordwestlich Wessingens überspannt danach ein großes Brückenbauwerk der hier vierspurigen Bundesstraße 27 den Zimmerbach. Wenige Meter nördlich der Brücke fließt von links der Außenbach zu, der längste Nebenbach. Zwei Kilometer weiter zieht der Zimmerbach am zu Hechingen gehörenden Dorf Weilheim auf dem linken Hang vorbei. Vor dem Ende seines Laufs füllt Hang- und Auenwald wieder das Tal, in diesem Abschnitt fließt gleich zu Anfang von links mit dem Weiherbach ein letztes Mal ein längerer Nebenbach zu. Dann mündet der Zimmerbach 11,8 km unterhalb seiner mündungsfernsten Quelle und 8,4 km unterhalb des Zusammenflusses seiner Oberlaufäste beim Stauffenberger Hof von links und Süden in die Starzel, zwischen Hechingen-Stein flussauf- und Rangendingen flussabwärts.

Der Zimmerbach
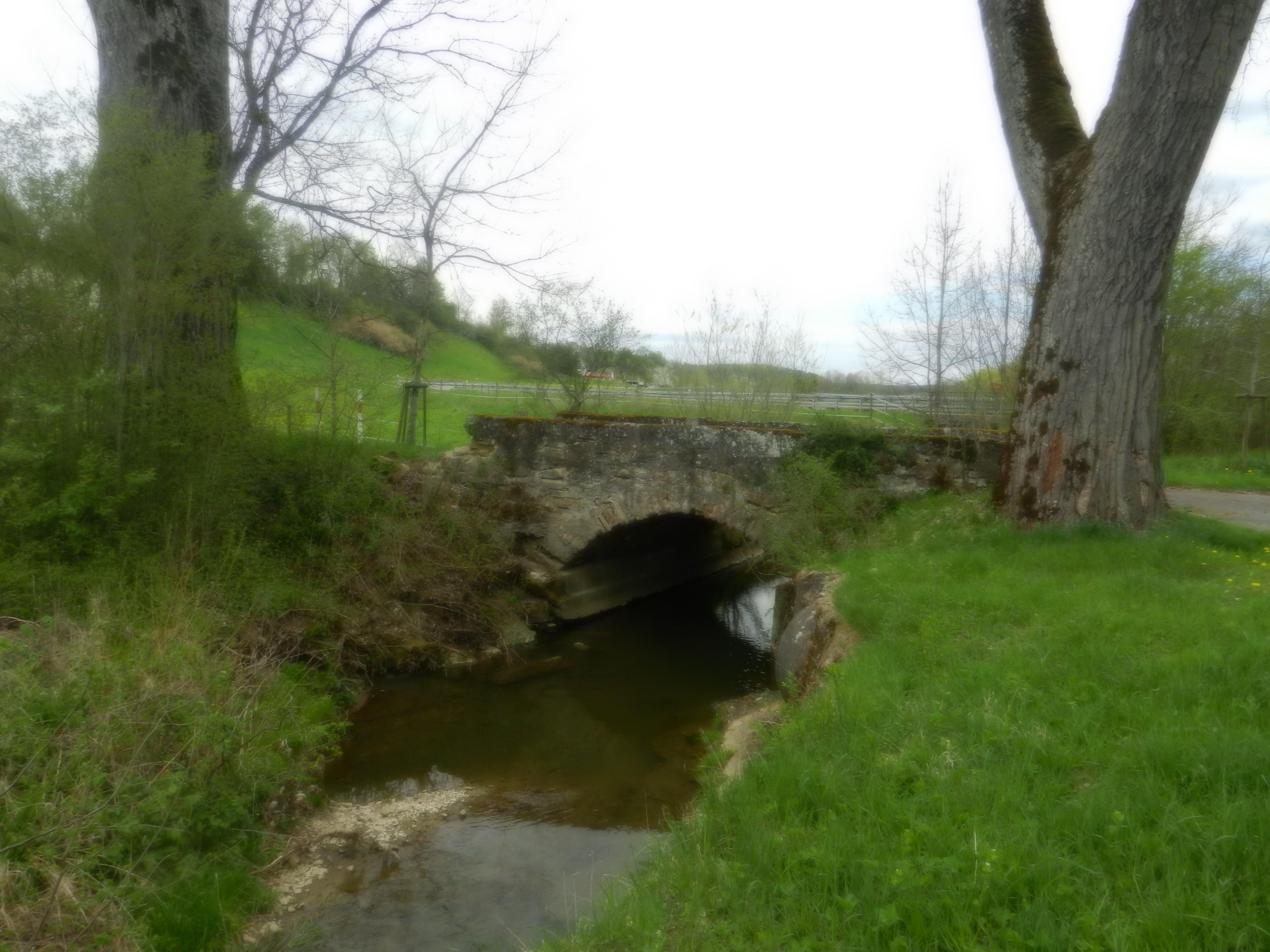
Zimmerbachbrücke (für den Fahrzeugverkehr ersetzt) bei Weilheim
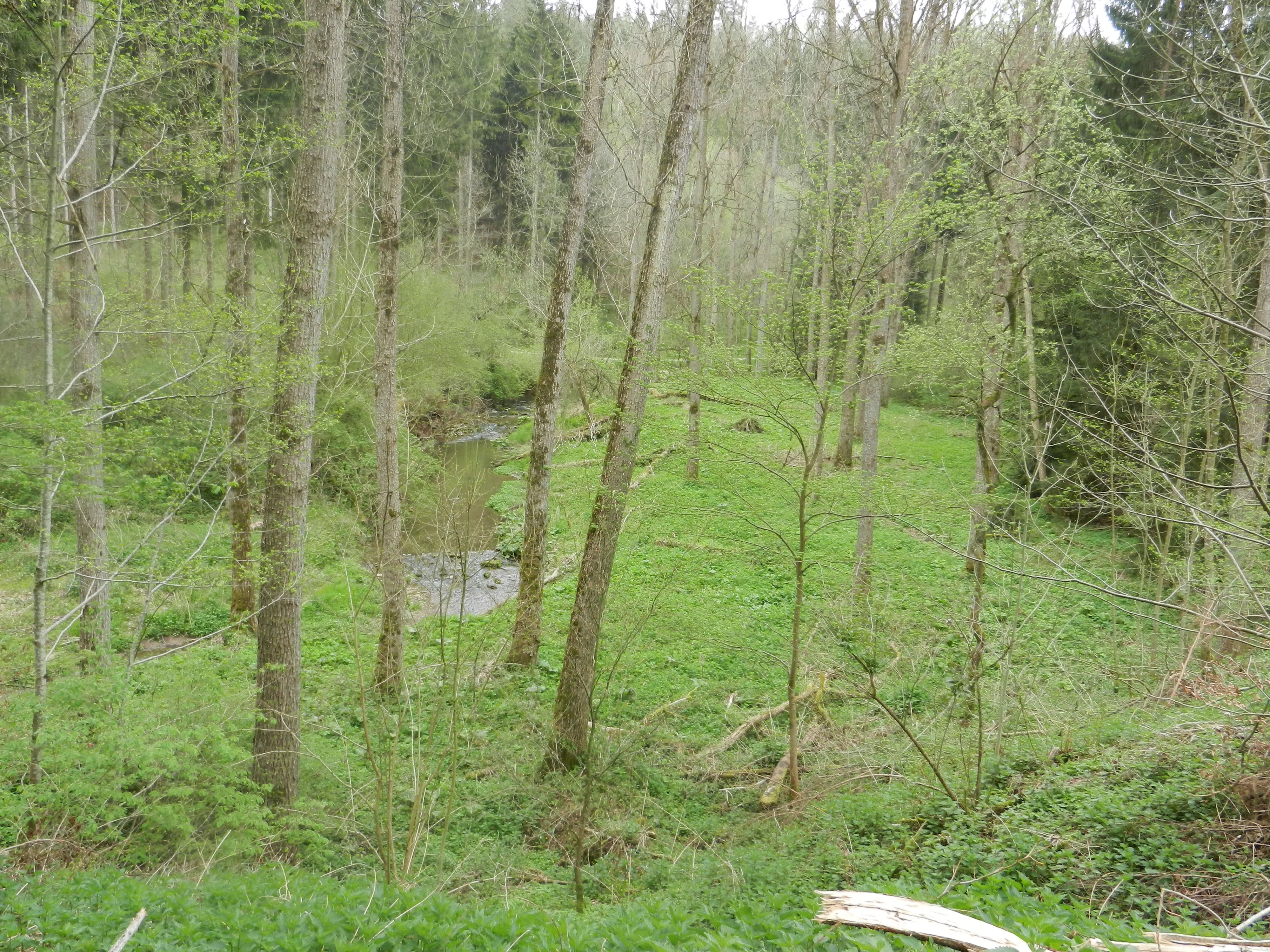
Unterlauf kurz oberhalb der Mündung
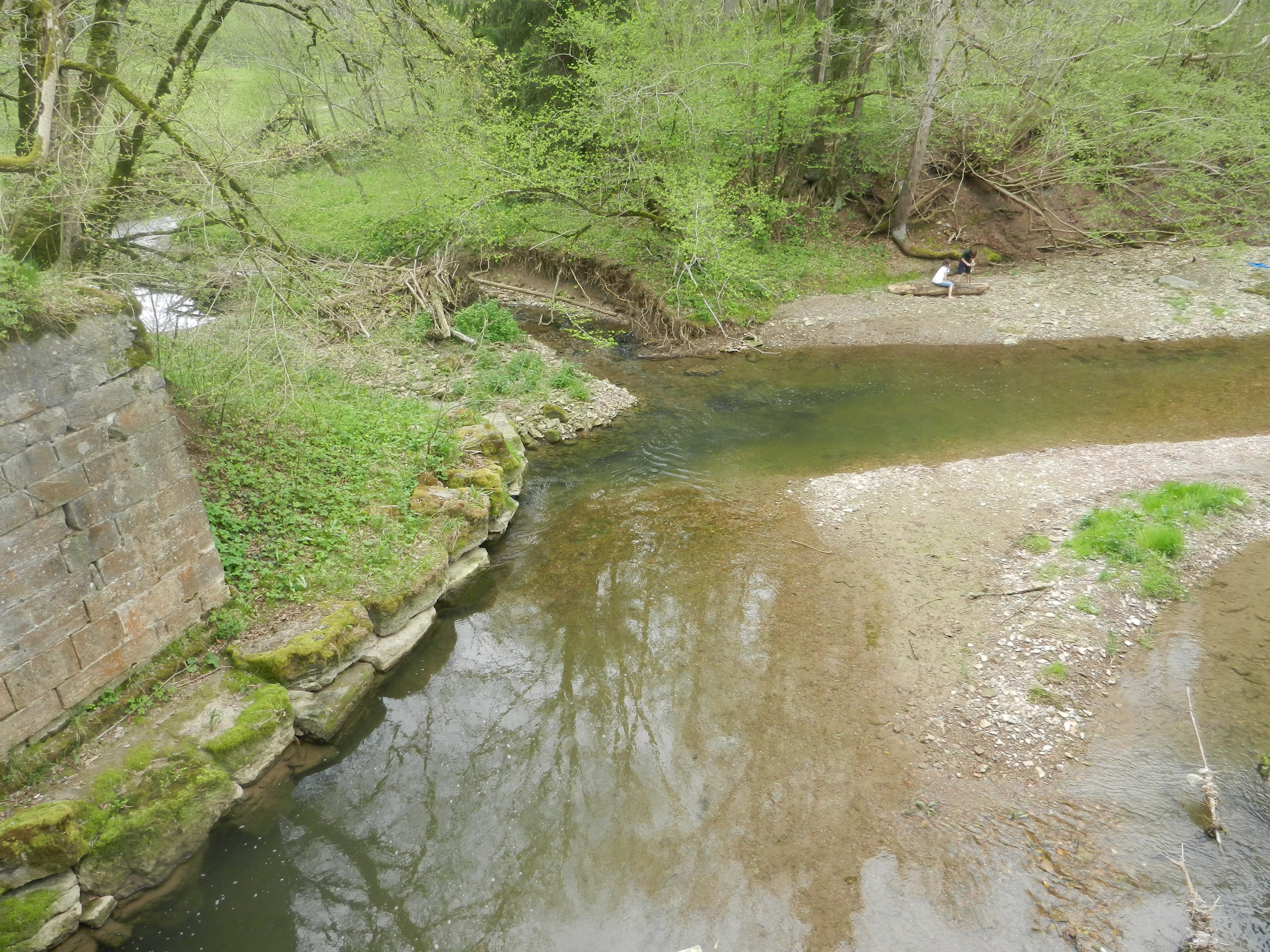
Die Mündung des Zimmerbaches (von links) in die Starzel (von unten) bei Niedrigwasser
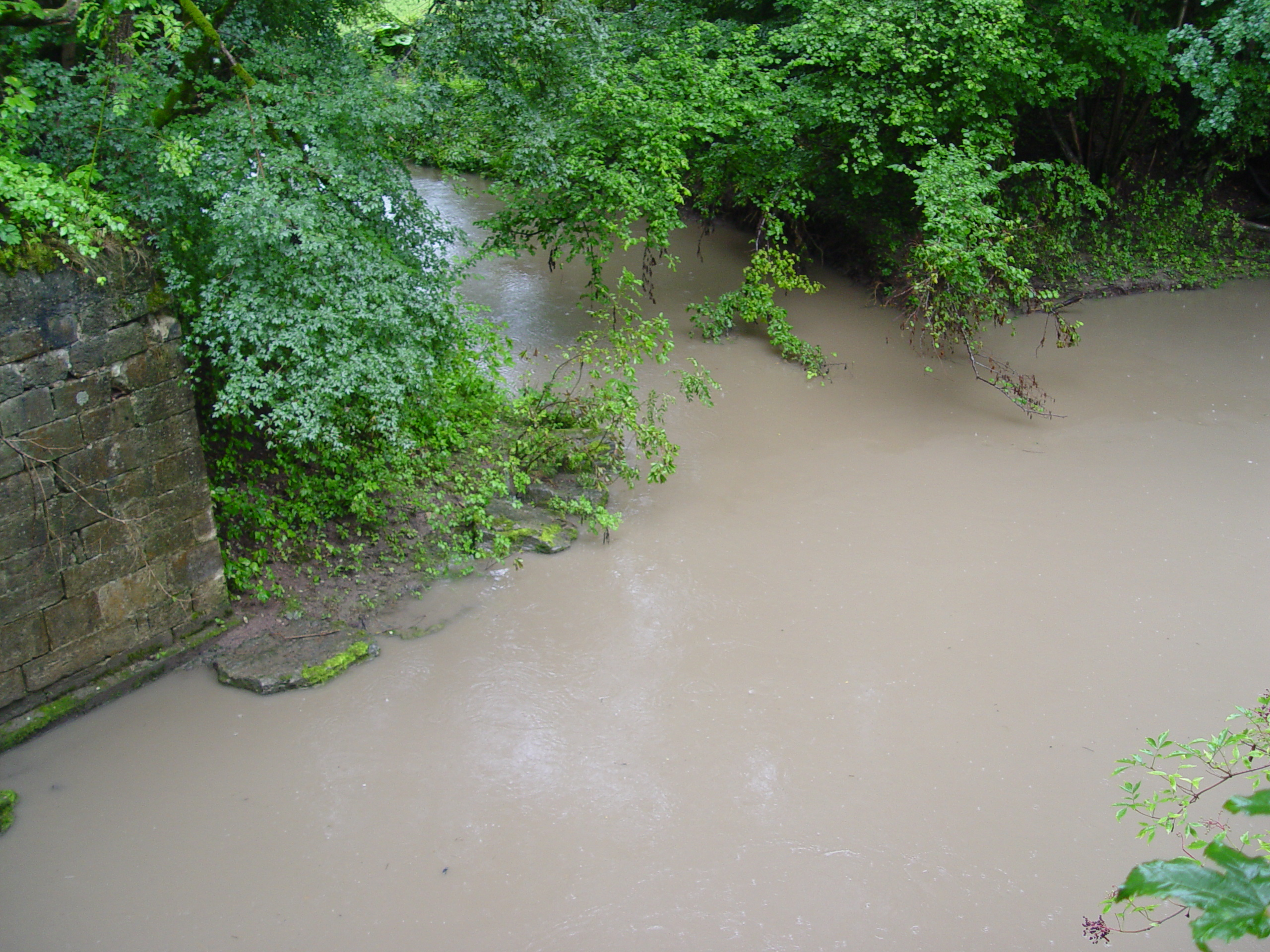
Die Mündung des Zimmerbaches (von links oben) in die Starzel (von links unten nach rechts oben) bei Hochwasser

### Einzugsgebiet
Der Zimmerbach entwässert eine Fläche von 25⅓ km² am und vor dem Albtrauf über die Starzel zum Neckar. Das Einzugsgebiet ist ein weniger als 9½ km langer, nordnordwestlich orientierter Streifen einer recht konstanten Breite von unter 3½ km, in dem der Bachlauf etwa die Mitte hält. Im Norden nahe der Mündung konkurrieren kleinere Zuflüsse zur Starzel hin. Die Wasserscheide zieht dann nach Südsüdosten über den Albausläufer aus Bismarckhöhe (643,4 m ü. NN), Berg Hohenzollern oder Zollers (850 m ü. NN) und Zeller Horn zum Raichberg (956 m ü. NN) am Albtrauf; jenseits entwässert hier der Nachbarfluss Reichenbach in selber Richtung zur Starzel. Dann läuft die Einzugsgebietsgrenze südwestlich auf dem Albtrauf zum Blasenberg (886,3 m ü. NN), auf diesem Abschnitt ist sie Europäische Hauptwasserscheide gegen das Einzugsgebiet der längeren, jenseits in gegenläufiger Richtung zur Donau ziehenden Schmiecha. Vom Blasenberg steigt sie schnell ab ins Albvorland beim Bisinger Ortsteil Thanheim und zieht dann, morphologisch nicht sehr ausgeprägt, nordnordwestlich bis in die Gegend von Grosselfingen. Bis dorthin konkurriert links des Zimmerbachs die unmittelbar in den Neckar mündende, ebenfalls größere Eyach. Von Grosselfingen bis zurück zur Mündung läuft die Wasserscheide nordnordöstlich gegen das Einzugsgebiet des kürzeren Rangendinger Starzel-Zuflusses Talbach.
Der überwiegende Teil des Einzugsgebietes liegt in freier Flur. Wälder stehen an den Hängen des Albtraufs und des rechtsseitig den Bach lange begleitenden Bergrückens sowie auf den letzten knapp zwei Kilometern beidseits des Laufs, wo der Bach wieder eine ansehnliche Taltiefe erreicht hat. Zuflüsse am Mittellauf entwässern einige isolierte Waldstücke im Albvorland.

### Zuflüsse und Seen
Hierarchisches Zuflusssystem des Zimmerbachs. Alle Zuflüsse jeweils vom Ursprung bis zur Mündung unter dem aufnehmenden Gewässer eingerückt aufgereiht. Bachlängen in der Regel nach den Datensatzeinträgen der LUBW-FG10, Seeflächen entsprechend nach denen der LUBW-SG10, Höhen nach dem Höhenlinienbild der Hintergrundkarte des Geodatenviewers, andernfalls wurde die Herkunft der Angaben vermerkt. Auswahl.
Ursprung des Zimmerbachs durch Zusammenfluss des rechten und amtlichen Quellbachs Weidenbach mit dem linken Sulzbach im südlichen Bisingen-Zimmern am Knick des Weidenbachwegs auf unter 545 m ü. NN.
- Weidenbach, rechter Oberlauf aus dem Südosten, 3,414 km. Entsteht ⊙23⁄4 km südöstlich von Bisingen-Zimmern im Hangwald Weidenhau auf etwa 785 m ü. NN, etwa 0,6 km westlich des Onstmettinger Zollersteighofes oben auf der Albhochfläche. 
  - (Kürzerer Quellarm), von links im Bolholz bei einem Steg über den Zimmerbach auf etwa 604 m ü. NN, 0,953 km. Entsteht im Wessinger Wald vor dem Blasenberg-Nordsporns auf etwa 740 m ü. NN.
  - (Zufluss aus dem westlichen Wessinger Wald), von links am Rand des Bolholzes zur Flur auf etwa 590 m ü. NN, 1,04 km. Entsteht an der Innenseite einer Waldwegkurve auf etwa 635 m ü. NN.
  - Weilerwiesbach, von rechts im unteren Rübenteich (Gemarkungsname) auf grob 570 m ü. NN, 2,157 km. Entsteht wenig südwestlich des Zeller Horns in einem anderen Rübenteich (Waldklingengemarkungsname) auf etwa 732 m ü. NN.
    - Römersbach (?), von links auf etwa 555 m ü. NN schon in der Flur nahe dem Auchterthof. Durchfließt einen unter 0,1 ha großen Teich im Auchtert.

  - Finkenbach, von rechts wenig vor der Ortsgrenze von Zimmern auf unter 555 m ü. NN, etwa 0,552 km.[7] Entsteht am Rand eines kleinen Gehölzes im Naturschutzgebiet am Steinenberg auf etwa 590 m ü. NN.
    - Speist kurz vor der Mündung nacheinander zwei Teiche von 0,0619 ha und 0,0502 ha.
- Sulzbach, zuoberst Teufelsbach, linker Oberlauf aus dem Südsüdosten, 3,162 km. Entsteht ⊙ am oberen westlichen Abfall des Blasenberg-Nordsporns zum Ebersberg, 13⁄4 km südöstlich von Bisingen-Thanheim auf etwa 785 m ü. NN.
- Schlichtgraben, von rechts am Beginn der Burgstraße in Zimmern auf unter 545 m ü. NN, 1,15 km. Entsteht vor dem Westrand der Waldkuppe um die Burg Hohenzollern auf etwa 648 m ü. NN.
- Außenbach, von links an der Kläranlage von Bisingen-Wessingen auf etwa 503 m ü. NN, 3,588 km, mit längerem südlichen Oberlauf 4,088 km. Entsteht südlich des Buckenbühls vor dem Waldrand des Breitenhardts auf etwa 586 m ü. NN.
  - Längerer Oberlauf, von links und Süden beim Bisinger Enzberghof auf unter 560 m ü. NN, 1,446 km.[8] Entsteht nordöstlich von Thanheim im oberen Hebsack am Waldrand auf etwa 599 m ü. NN.
  - (Zufluss), von rechts am Bisinger Sportplatz auf etwa 547 m ü. NN, 0,755 km. Entsteht an der Straße von Bisingen nach Zimmern auf etwa 565 m ü. NN.
- (Zufluss aus dem Ludenstall), von links auf etwa 495 m ü. NN, 1,274 km. Entsteht an der Südwestspitze dieses Waldgewanns am Ständigen Brünnele (Gewannname) auf etwa 560 m ü. NN.
- Mehrwiesenbach, von rechts am Nordende des Gewanns Heerstraße an einer Feldwegbrücke auf etwa 480 m ü. NN, 1,988 km. Entsteht wenig nördlich der Überführung der B 27 über die Zollernalbbahn auf etwa 545 m ü. NN.
  - (Zufluss vor dem Hohegert), von rechts auf etwa 498 m ü. NN, 0,872 km. Entsteht aus dem Süden des Waldes Fasanengarten auf etwa 530 m ü. NN.
  - Stockengraben, von rechts auf etwa 488 m ü. NN, 1,264 km. Entsteht im nördlichen Fasanengarten auf etwa 533 m ü. NN.
- (Zufluss aus dem Siegental), von links kurz vor dem folgenden auf etwa 475 m ü. NN, etwa 1,200 km.[7] Entsteht nördlich der Grosselfinger Gehöftgruppe Birkenhof um das Gobiskreuz auf etwa 540 m ü. NN.
- Wiesachgraben, von rechts neben der K 7164 Hechingen–Weilheim auf etwa 474 m ü. NN, 1,444 km. Entsteht in der Wiesach westlich des Hechinger Hagelhofs auf etwa 512 m ü. NN.
- (Zufluss aus dem Hausener Täle), von rechts am Beginn der Unterlauftalbewaldung auf wenig unter 460 m ü. NN, 0,862 km. Entsteht auf etwa 513 m ü. NN.
  - Speist kurz oberhalb der Mündung einen größeren Teich von 0,3949 ha und einige deutlich kleinere.
- Weiherbach, von links auf etwa 445 m ü. NN, 2,44 km. Entsteht westlich des Weilheimer Gewanns Lutzental eben schon auf Grosselfinger Gemarkung unterhalb der Deponie am dortigen Berg auf etwa 535 m ü. NN.

Mündung des Zimmerbachs nach 11,779 km Lauf ab der Weidenbach-Quelle und nach 8,365 km ab seiner eigenen Entstehung in Zimmern auf etwa 434 m ü. NN an der Hechinger Domäne Stauffenburger Hof zwischen Hechingen-Stein und Rangendingen von links und Süden in die Starzel.

## Sehenswürdigkeiten und Bauwerke

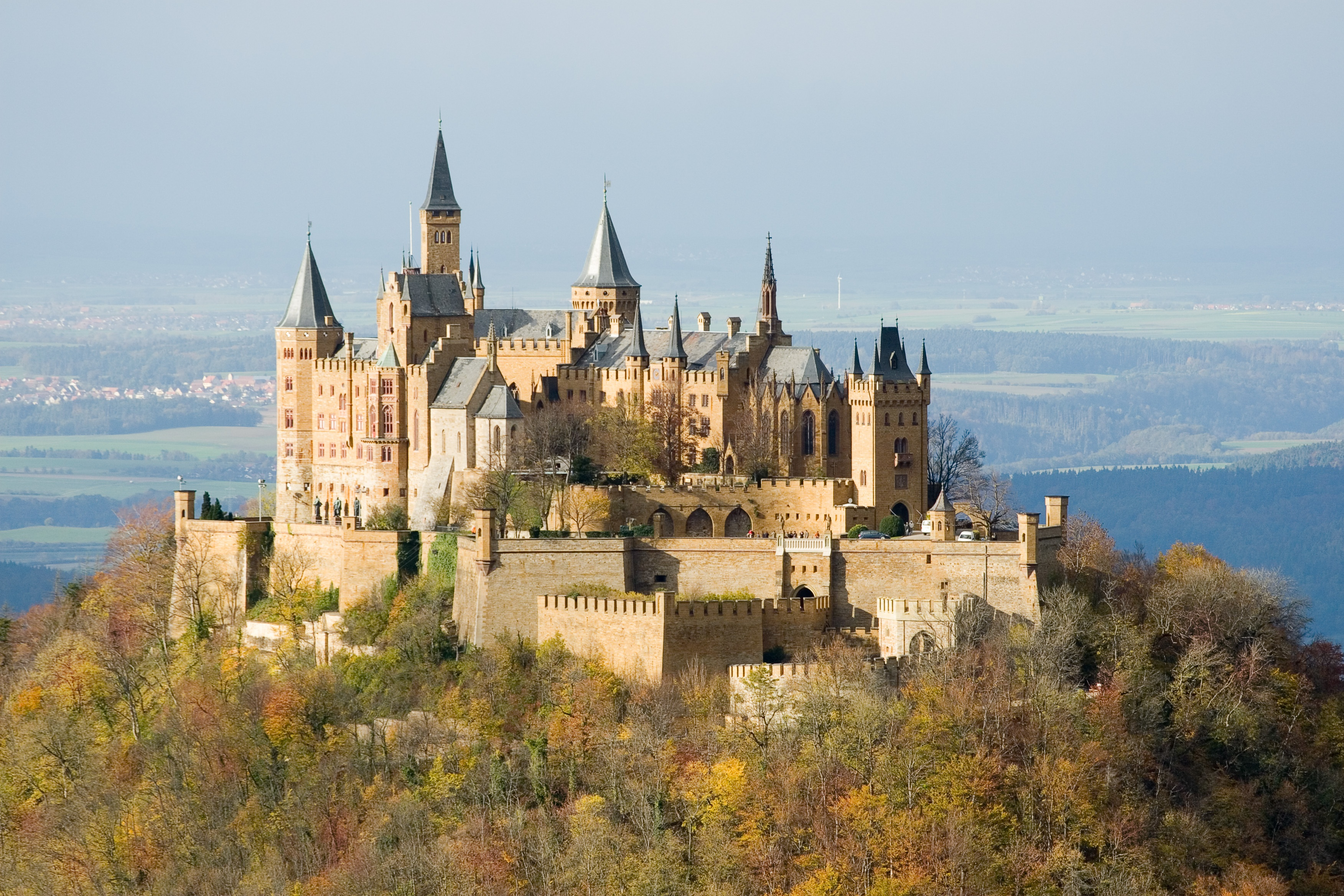
Die Burg Hohenzollern
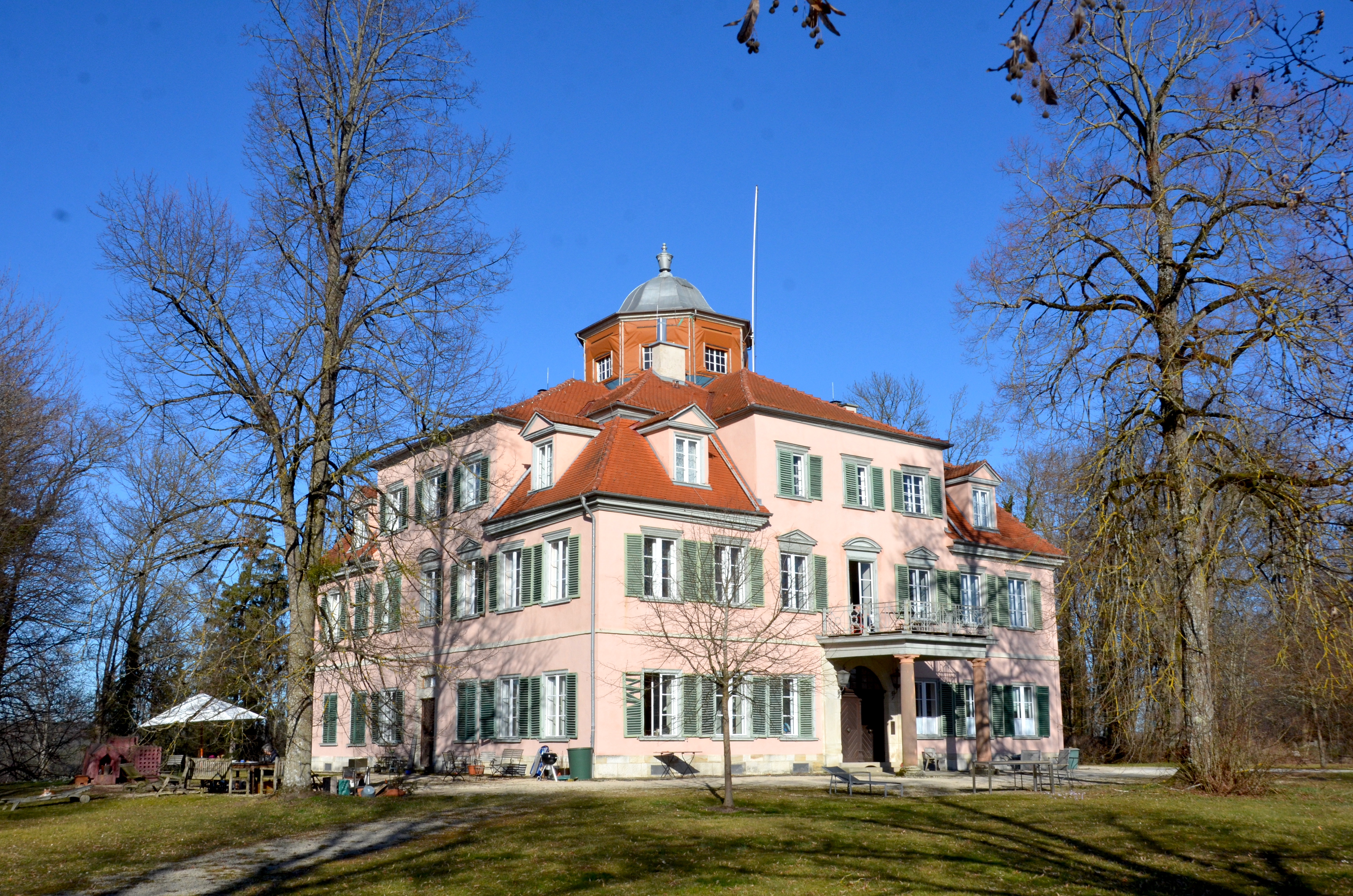
Das Schloss Lindich

Der Zimmerbach hat in seinem oberen Lauf eine Erosionsbucht geschaffen, an deren Ostrand auf einem stehengebliebenen nördlichen Bergausläufer der Alb vor der östlich des benachbarten Reichenbachs die Burg Hohenzollern den Sporngipfel krönt.
Einen knappen Kilometer oberhalb der Mündung des Zimmerbachs in die Starzel steht östlich über dem bewaldeten Unterlauftal in einer Entfernung von 400 Metern das hohenzollerische Schloss Lindich.